# Ecotono

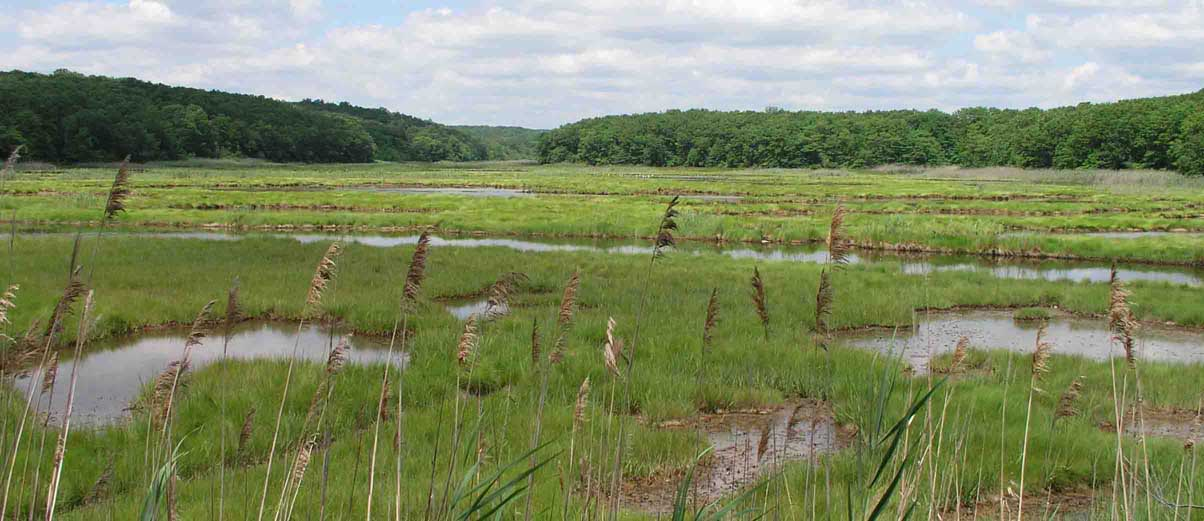
Las marismas son lugares de transición marcada (borde) entre comunidades y presentan gran interés medioambiental.

El ecotono, del griego eco- (oikos o casa) y tono, (tonos o tensión), es un lugar donde los componentes ecológicos están en tensión. Es la zona de transición entre dos o más comunidades ecológicas (biocenosis) distintas.
Generalmente, en cada ecotono viven especies de fauna y flora propias de ambas comunidades, pero también pueden encontrarse organismos particulares, ajenos a ambas. A veces la ruptura entre dos comunidades constituye un límite bien definido, denominado borde; en otros casos hay una zona intermedia con un cambio gradual de un ecosistema al siguiente.
A menudo, tanto el número de especies como la densidad de población de algunas de las especies es mayor en el ecotono que en las comunidades que lo bordean debido a un efecto de borde, basado en el empalme de algunas poblaciones en una misma zona por el aprovechamiento de nichos ecológicos compartidos en dos comunidades con estructuras muy diferentes.
Desde el punto de vista sistémico es en el ecotono donde se produce el mayor intercambio de energía. Así, el ecotono representa la zona de máxima interacción entre ecosistemas limítrofes. Es por este motivo que estos límites suelen considerarse como zonas de mayor riqueza e interés biológico.